# Petrus Aurivillius
Pour les articles homonymes, voir Aurivillius.
Petrus Aurivillius, né le 23 mars 1637 à Knutby (Suède), mort le 23 octobre 1677 à Uppsala, est un théologien, philologue et philosophe suédois. Il fut recteur de l'Université d'Uppsala à partir de 1675.